# Grote
Grote is een Duits historisch merk van motorfietsen.
De bedrijfsnaam was: Grote Motoren Gesellschaft mbH, Berlin-Adlershof.
Grote Motoren GmbH maakte vanaf 1924 bijzondere 307cc-tweetakten die men door bijschakelen van extra blokken op 614- en zelfs 921 cc kon brengen. Men begon de productie in een tijd dat er weliswaar veel vraag naar motorfietsen was, maar ook honderden kleine merken die sterk met elkaar concurreerden. Daarbij gebruikten de meeste concurrenten bekende, betrouwbare inbouwmotoren van grote merken en daardoor bleef de vraag naar deze experimentele motorfietsen klein. Toen Grote een jaar later (1925) de productie beëindigde sloten meer dan 150 Duitse merken de poorten.